# سانتو، هیوگو
سانتو (山東町 Santō-chō) شهرکی واقع در شهرستان آساگو، استان هیوگو، ژاپن بود.
در سال ۲۰۰۳، این شهر دارای جمعیتی معادل ۶٬۳۲۵ نفر و تراکم ۱۲۸٫۶۶ نفر در هر کیلومتر مربع بود. مساحت کل ۴۹٫۱۶ کیلومتر مربع بود.
در ۱ آوریل ۲۰۰۵، سانتو، همراه با شهرهای آساگو (سابق)، ایکونو و وادایاما (همه از شهرستان آساگو)، برای ایجاد شهر آساگو ادغام شد و دیگر به عنوان یک شهرداری مستقل وجود ندارد.